# Andreas Joseph Hofmann
Andreas Joseph Hofmann (* 14. Juli 1752 in Zell am Main; † 6. September 1849 in Winkel (Rheingau)) war ein deutscher Philosoph und Revolutionär und einer der Hauptakteure der Mainzer Republik. Als Vorsitzender des Rheinisch-deutschen Nationalkonvents rief er am 18. März 1793 die erste Republik in Deutschland aus, den Rheinisch-Deutschen Freistaat. Er war ein überzeugter Befürworter der Französischen Revolution, propagierte den Rhein als natürliche deutsch-französische Grenze und war später unter dem Direktorium und dem Konsulat in der Verwaltung des Département Donnersberg tätig.

## Leben

### Jugend und Ausbildung
Nach dem frühen Tod seiner Eltern wurde er von seinem Onkel Andreas Joseph Fahrmann (1742–1802) erzogen, der Professor für Moraltheologie an der Universität Würzburg war und 1789 Weihbischof im Bistum Würzburg wurde. a  Hofmann absolvierte am Würzburger Jesuitenkolleg den Kurs der Poetik und Rhetorik und studierte danach Jura in Mainz und in Würzburg.

### Als Revolutionär in Mainz

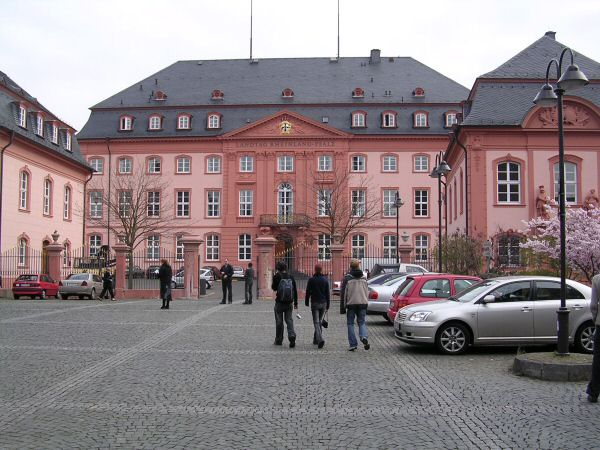
Das Deutschhaus in Mainz, von dessen Balkon aus Hofmann die Republik ausrief

Nach einigen Jahren am Reichshofrat in Wien musste Hofmann wegen verschiedener kritischer Veröffentlichungen die Stadt verlassen. Er kehrte 1784 nach Mainz zurück, wo er während der progressiven Reformen von Kurfürst Friedrich Karl Joseph von Erthal eine Stelle an der Universität Mainz bekam. Wie auch die späteren Jakobiner Mathias Metternich und Anton Joseph Dorsch war Hofmann (unter dem Geheimnamen Aulus Persius) ein Mitglied des Illuminatenordens, der aber 1785 verboten wurde. Die Mainzer Loge wurde vor Februar 1786 aufgelöst. Hofmann lehrte Geschichte der Philosophie; 1791 wurde ihm auch der Lehrstuhl für Naturrecht übertragen. Hofmann war ein liberaler und fortschrittlicher Denker. So befürwortete er beispielsweise, dass Vorlesungen und Gottesdienste auf Deutsch gehalten werden sollten. Unzufrieden mit der Langsamkeit der Reformen in Kurmainz war er von Anfang an ein Befürworter der Französischen Revolution und wurde von den kurmainzischen Behörden bespitzelt. Als die französische Armee unter General Adam-Philippe de Custine Mainz am 21. Oktober 1792 einnahm, waren der Kurfürst und sein Hof bereits geflohen.
Zwei Tage später war Hofmann einer der Gründer des Mainzer Jakobinerklubs und wurde eines der aktivsten Mitglieder. Der populäre und redegewaltige Hofmann kritisierte in seinen vielen Reden sowohl das ancien regime des Kurfürsten als auch die Politik der französischen Militärregierung. Er half bei der Organisation der Wahlen zum Rheinisch-Deutschen Nationalkonvent mit, insbesondere in ländlichen Gebieten, wurde in dieses erste demokratische deutsche Parlament gewählt und zu dessen Präsident bestimmt. Am 18. März 1793 rief Hofmann vom Balkon des Deutschhauses aus die erste Republik auf deutschem Boden aus, den Rheinisch-Deutschen Freistaat.

### In französischen Diensten

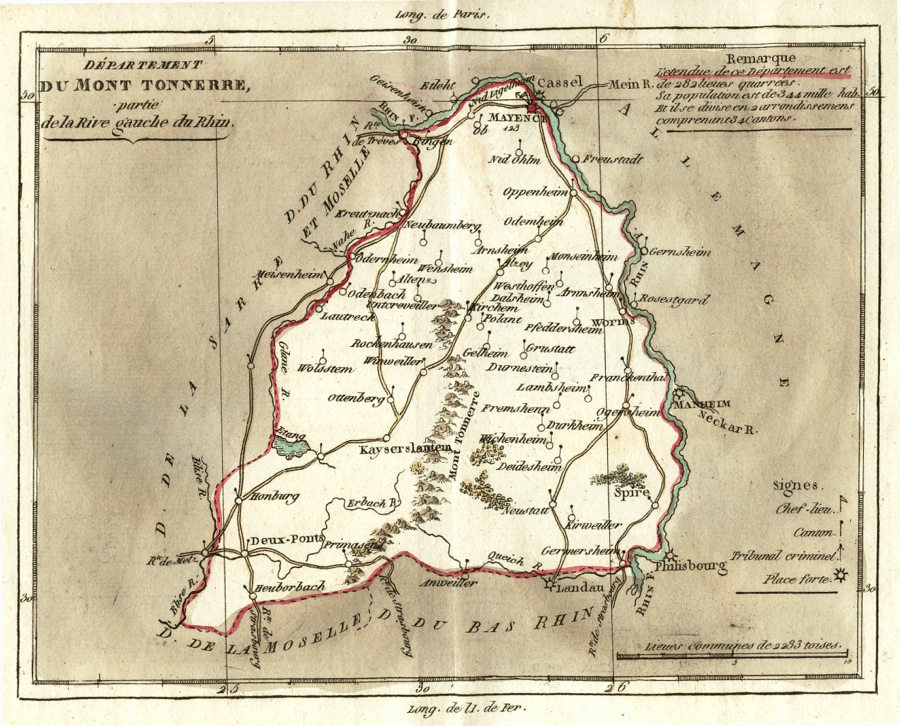
Karte des Département Donnersberg

Nach dem Ende der Republik in der Belagerung von Mainz konnte Hofmann die Stadt mit den abrückenden Franzosen verlassen. Er ging ins Exil nach Paris, wo er in der Societé des Refugiés Mayençais, einer Vereinigung von exilierten Mainzer Revolutionären aktiv war. Nach einer kurzen Zeit in der Armee wurde er als Spion nach London geschickt, wurde dort aber von seinem früheren Studenten Klemens von Metternich, der in Mainz studiert hatte, erkannt und musste fliehen. Nach seiner Rückkehr nach Paris wurde er unter dem Direktorium Leiter des bureau des étrangers. Nachdem die linksrheinischen Gebiete wieder unter französische Kontrolle gekommen waren, wurde Hofmann 1797 oberster Steuerbeamter des Departement Donnersberg und kehrte nach Mainz zurück.
Nach Napoleons endgültiger Niederlage zog sich Hofmann ins Privatleben zurück und verbrachte den Rest seines Lebens in Winkel (Rheingau), wo er im September 1849 starb.

## Schriften
- Der Aristokraten-Katechismus. Ein wunderschönes Büchlein, Mainz 1792